# 6877 Giada
6877 Giada (1994 TB2) là một tiểu hành tinh vành đai chính được phát hiện ngày 10 tháng 10 năm 1994 bởi Casulli, V. S., Valentini, S. ở Colleverde.